# Ancient Oaks
 (août 2025).
Ancient Oaks est une census-designated place située dans le comté de Lehigh, dans l’État de Pennsylvanie, aux États-Unis. Lors du recensement de 2020, elle compte 6 995 habitants.